# Pipa

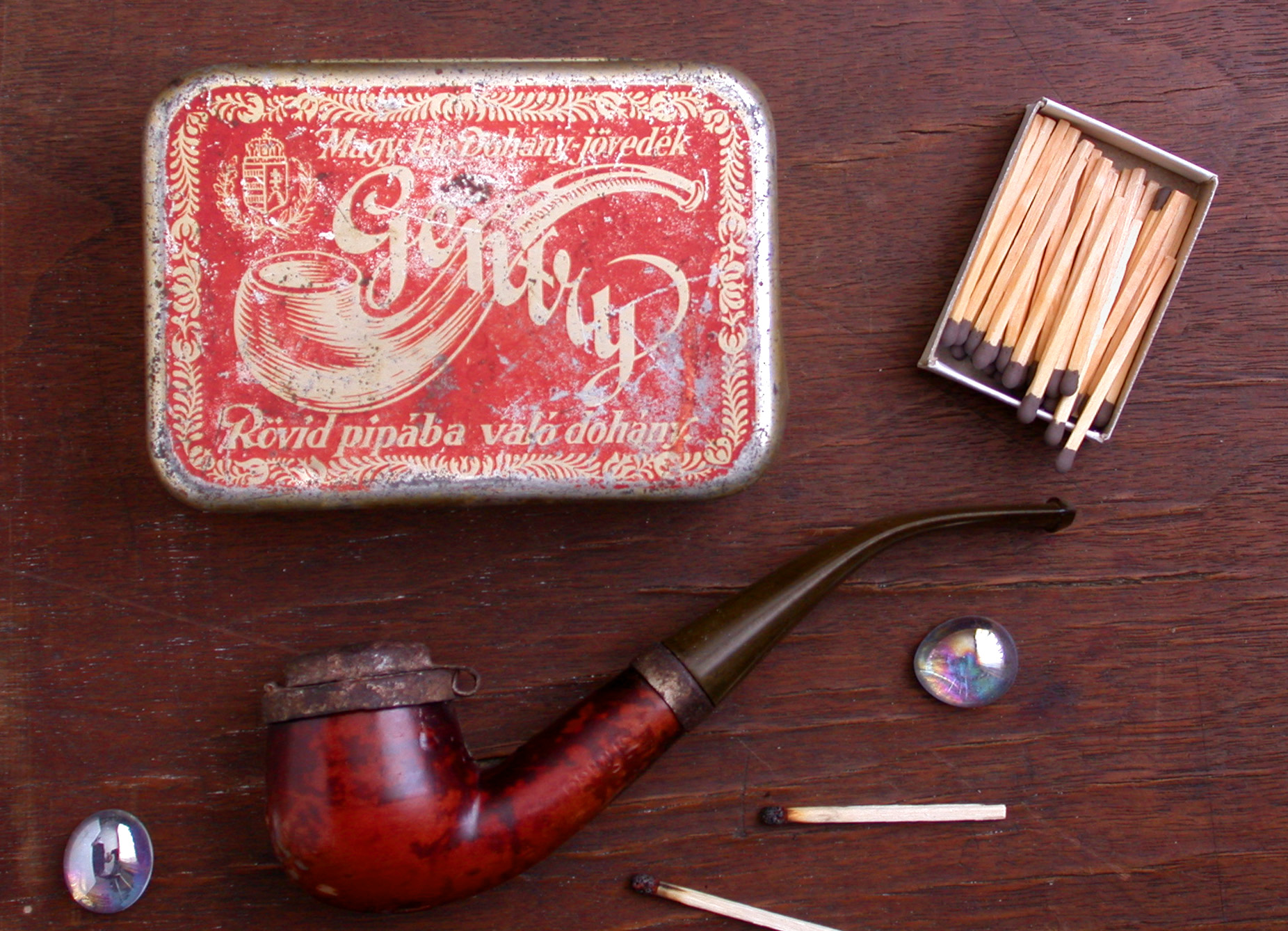
Fedeles pipa Gentry márkájú magyar pipadohánnyal az 1930-as évek közepéről

A pipa az égő dohányt tartó fejből (kazán) és a füst szívására való szárból (szipka, csutora) álló dohányzási eszköz. A pipák az egyszerű, géppel készített cserjés hangapipától kezdve a neves pipakészítők által kézzel készített, díjnyertes, gyakran igen drága műremekekig terjedhetnek.
A pipa fejrészét leginkább bruyergyökérből, meggyfa- vagy rózsafagyökérből, kukoricacsutkából, tajtékkőből vagy cserépből, ritkábban meggyfából, olajfából, körtefából, juharból, mesquitofából vagy tölgyből készítik. Általánosságban a sűrűbb erezetű fa az ideális. A fej készítésénél ásványi anyagokat, pl. agyagot vagy szteatitot is használnak. Szokatlan, de említésre méltó a korsótökből és a pirolitikus grafitból készült pipafej is. A dohány elszívására szánt pipák között ritka a fémből vagy üvegből készült fej. A pipafejet gyakran művészi faragások díszítik.
A pipaszárban egy állandó helyzetű és átmérőjű hosszú csatornának kell futnia, amit nehéz egy már létező tömbből kifaragni. Ezért faragás helyett a pipaszárat inkább öntik, anyaga jellemzően eltér a pipafejétől. A pipaszár és a csutora formázható olyan anyagból, mint pl. az ebonit, lucit, bakelit vagy puha műanyag. Kevésbé gyakori a nádból, bambuszból vagy kivájt fából készült pipaszár. Régebben a drága pipák szárát borostyánból készítették, de ez manapság már ritka.
A pipadohány általában gondosan kezelt és kevert dohánykeverék, ami rendkívül finom árnyalatokat képes produkálni. Ezek a dohánykeverékek különféle módon szárított Burley és Virginia dohányok fűszerdohányokkal dúsított keverékei. Hagyományosan sok amerikai dohánykeverék alapja az amerikai Burley, melyet az „aromás” íz elérése érdekében különféle édesítőszerekkel és ízfokozókkal pácolnak, míg az „angol” keverékek alapja a természetes Virginia dohány, melyet orientallal vagy egyéb természetes dohánnyal gazdagítanak. Napjainkban erősödik az igény a „természetes” dohányok iránt, melyek aromájukat az alapdohányok és a válogatott fűszerdohányok szinte művészi szintű keveréséből kapják.

## Anyagok és felépítés

### Bruyer

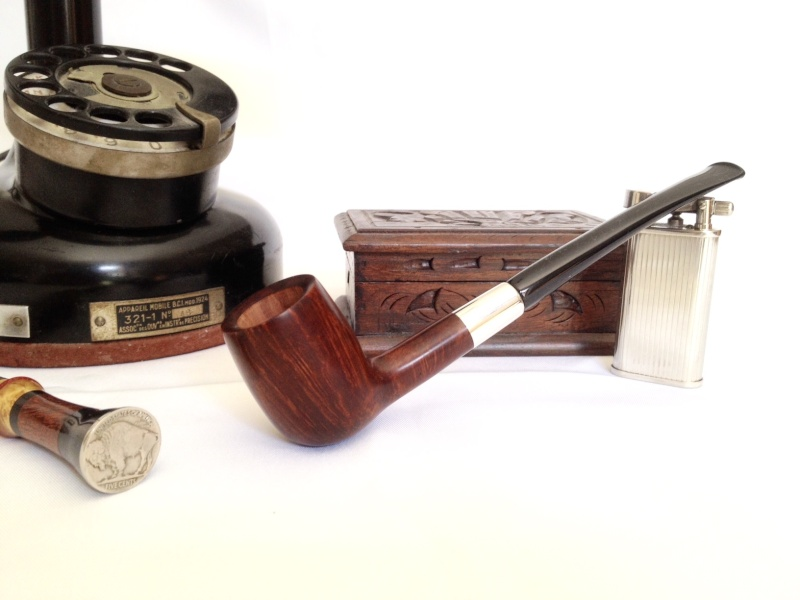
Bruyer pipa

A ma forgalomba kerülő pipák többsége, akár kézzel, akár géppel készített, bruyergyökérből készül (angol: briar; francia: bruyère). A bruyergyökér több okból is kifejezetten jó pipaalapanyag. Az első és legfontosabb ezek közül természetes tűzállósága. A második nedvességelnyelő képessége: a bruyercserje magas nedvességtároló képességgel bír, hogy szárazság esetén a növény ne száradhasson ki. Ez a tulajdonsága előnyt jelent a pipázóknak, ugyanis az égés melléktermékeként létrejövő nedvességet is képes elnyelni. A pipaalapanyagként használt fát a mediterrán vidékeken őshonos cserjés hanga (Erica arborea) gyökérgumójából vágják. A megtisztított gyökereket két tömbre szelik: ebauchon-ra és plateaux-ra. Az ebauchon a gyökérgumó közepéről vett tömb, míg a plateaux a gyökérgumó külső részéből kerül ki. Bár mindkét blokkból jó minőségű pipák készíthetők, a művészi pipakészítők kiválóbb erezete miatt jobban kedvelik a plateaux-t. Néhány pipakészítő ún. Brylon-t, a bruyerhez hasonló kvalitásokkal bíró szintetikus anyagot használ a pipafejek kialakításához.

### Tajtékpipa (Meerschaum)

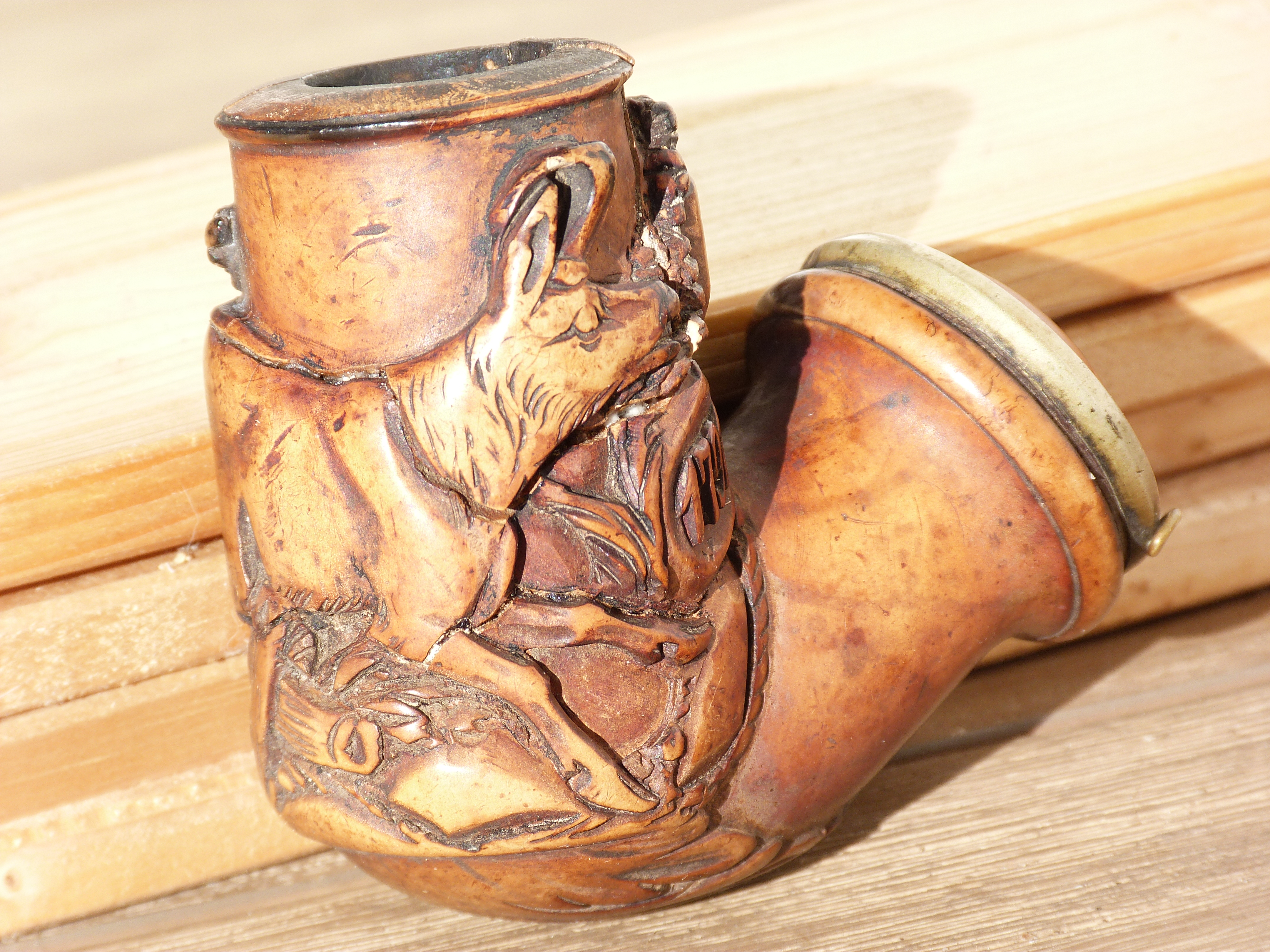
Magyar tajtékpipa – Buda, 1791

A tajtékkő (Magnézium-hidro-szilikát) ásványi anyag, melyet főként a közép-törökországi Eskişehir városa körül termelnek ki. Nagyra becsülik jó formázhatóságát, mely lehetővé teszi, hogy dekoratív és figurális alakzatokat lehessen létrehozni belőle. A 17. század óta használják, a cserép mellett a legelterjedtebb pipaalapanyag volt a bruyer 19. századi bevezetése előtt. A tajtékkő szó a kő természetes fehér színére és meglepően kis tömegére utal. A tajtékkő igen porózus ásvány, amely a pipázás során magába szívja a dohány alkotóelemeit, és színe fokozatosan aranybarnává változik. A régi, jól bejáratott tajtékpipákat különleges színük miatt nagyra értékelik. Tajtékpipa vásárlásakor ajánlatos meggyőződni róla, hogy a pipa valóban tajtékkő tömbből faragással készült-e, és nem a faragás során lehullott, majd összegyűjtött port keverték-e össze ragasztóval és öntötték-e pipaformára. Az így készült termékek nem nedvszívóak, használatuk során nem kapnak színt, és nem nyújtanak a tömbből faragott tajtékpipa szívásához hasonlatos élményt.

### Cserép
A “cseréppipa” többnyire nyomóformába öntött porcelánpépből készül. Ezek porózus, nagyon alacsony minőségű pipák, melyek nem kívánt ízt kölcsönöznek a füstnek. Vannak azonban jó minőségű cseréppipák is: ezek elkészítése munkaigényes folyamat, melynek során az agyagból kiszorítják az összes levegőt, majd megformázzák a pipát, egy vékony dróttal megszúrják és óvatosan kiégetik. Hagyományosan a cseréppipa nem mázas. A többi pipafajtától eltérően a cseréppipa dohányzás közben felforrósodik, ezért az átlag pipás nehezen tudja használni. Előnye, hogy ellentétben a más anyagokból készült pipákkal, tiszta aromát ad, mivel a fej nem ad mellékízt. Régebben a cseréppipákat eldobható terméknek tekintették, ezért a múltban használt cseréppipákat a régészek különféle időszakok beazonosítására használják.

### Korsótök
A tajték vagy porcelánbetétű korsótök-, más néven „calabash”, pipa régóta kedvelt, de elkészítése munkaigényes, és drága. A calabash pipa felépítése általában a következő: egy lefelé mutató ív egy fölfelé görbülő ívben végződik, ahol maga a fej ül. Az alacsony súlypont lehetővé teszi, hogy a pipázó személy a pipát egyszerűen a szájában tartsa, mely által a kezei szabadon maradnak. Ezt az előnyös tulajdonságot gyakran használták ki színészek, akik az eljátszott szereplőt dohányosként szerették volna megjeleníteni, ugyanakkor lehetővé akarták tenni, hogy a szereplő közben mással is foglalkozzon. Ezért van az, hogy Sherlock Holmest, aki a történetek szerint sosem ilyen pipát használt, rendszeresen calabash pipát szívó személyként ábrázolják, mivel a kezdeti drámai produkciókban, különösen azokban, ahol Sherlock Holmest William Gillette vagy Basil Rathbone alakította, a színészek ez a művészi döntést hozták. Valójában a legtöbb történet, különösen „A Vérbükkös tanya”, Holmest inkább a hosszú szárú cseresznyefa vagy cseréppipa kedvelőjeként írja le.

### Kukoricacsutka (csutkapipa)

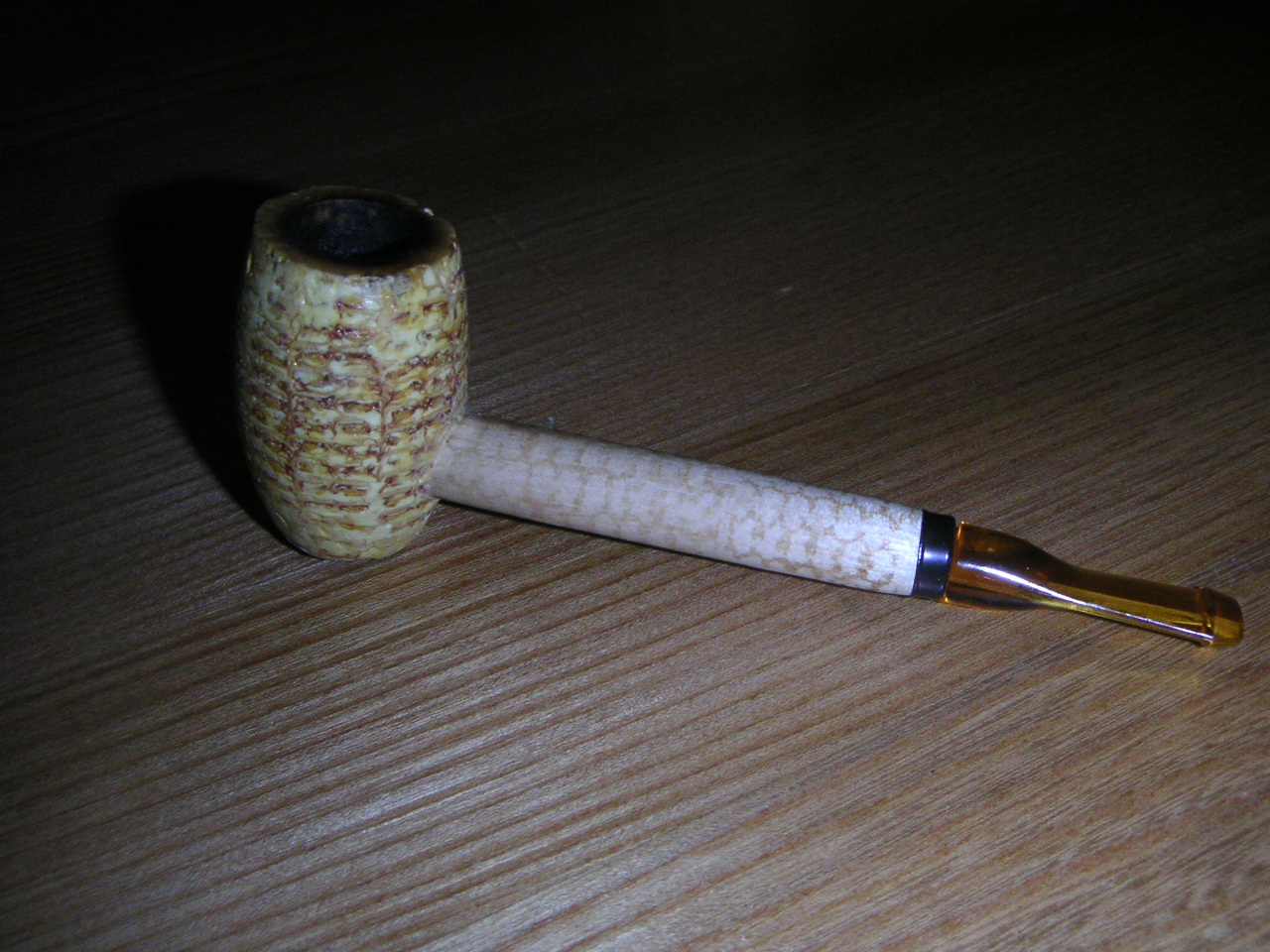
Kukoricacsutka pipa

A skála másik végén elhelyezkedő „csutkapipa” olcsó és hatékony, még akkor is, ha egyesek nem tekintik elegánsnak. Mielőtt pipát készítenének belőle, a kukoricacsutkát két évig szárítják. Ezután kivájják, és kialakítják a tűzteret. A fejet ezután gipsz-alapú keverékbe mártják, majd külsejét lelakkozzák vagy leolajozzák. Végül fenyőből készített szárat illesztenek a fejbe. A csutkapipa első és legnagyobb gyártója a Missuri állambeli Washington városának Missouri Meerschaum nevű vállalata, amely 1869 óta gyárt csutkapipát. Valószínűleg Douglas MacArthur tábornok, Mark Twain és George Lincoln Rockwell volt a csutkapipa leghíresebb használója, de két rajzfilmfigura, Popeye és Frosty, a hóember is ismert csutkapipa-használó.
A csutkapipa ma is népszerű, mert olcsó és a bruyer pipától eltérően nem igényel betörési időszakot. E két ok miatt a csutkapipát gyakran javasolják kezdő pipásoknak. De a csutkapipa korántsem kizárólag kezdő dohányosoknak lehet érdekes. A csutkapipát értékelik azok a haladó pipások is, akik egyszerűen csak hűvös, tiszta füstre vágynak.

### Fém
A fémpipa leggyakrabban alumíniumból készült szárral és nyéllel ellátott pipa, mely hőnyelőként működik. A csutora ebonitból vagy lucitból készül. A pipafej levehető, de a különböző gyártók által készített részek nem felcserélhetőek. Ezek különböző anyagokból készülnek, lehetővé téve, hogy a pipás különböző jellemzőket próbáljon ki vagy külön fejet tartson fenn bizonyos dohánykeverékeknek. Az egyéb fémből készült pipák közé tartozik a japán kiszeru és az arab midwakh. A nargilé szára is fémből készül, de a nargilé a vízipipák általános csoportjába sorolható.

### Vízipipák
A vízipipa, ghelyan, sisa vagy nargilé egy közel-keleti pipa, amely a vízkamrában áthaladó füstöt lehűti. Gyakran jeget, tejet vagy gyümölcslét adnak a vízhez. Hagyományosan a dohányt valamilyen édesítőanyaggal keverik össze, például mézzel vagy melasszal. A gyümölcsös ízesítés egyre népszerűbb. A modern vízipipázók általában nedves dohánykeveréket szívnak, ami dohányt, melaszt vagy mézet, glicerint és gyakran ízesítőanyagot tartalmaz. A dohánykeverék tetejére fóliát vagy egy fém vagy üveg szűrőt tesznek, amire ráhelyezik a parazsat. Ennél hagyományosabb dohánykeverék a „tömbeki”: ez száraz ízesítetlen dohány, melyet a pipázó vízzel megnedvesít, kinyomja belőle a felesleges nedvességet és közvetlenül a tetejére teszi a szenet. A hagyományos keverékhez sorolható a „jarak” is, ami gyümölccsel ízesített és pasztaállagú.

## Használata

Az egyik legnevezetesebb pipázó: Maigret felügyelő. Georges Simenon legendás nyomozóját Rupert Davies személyesítette számtalan epizódban

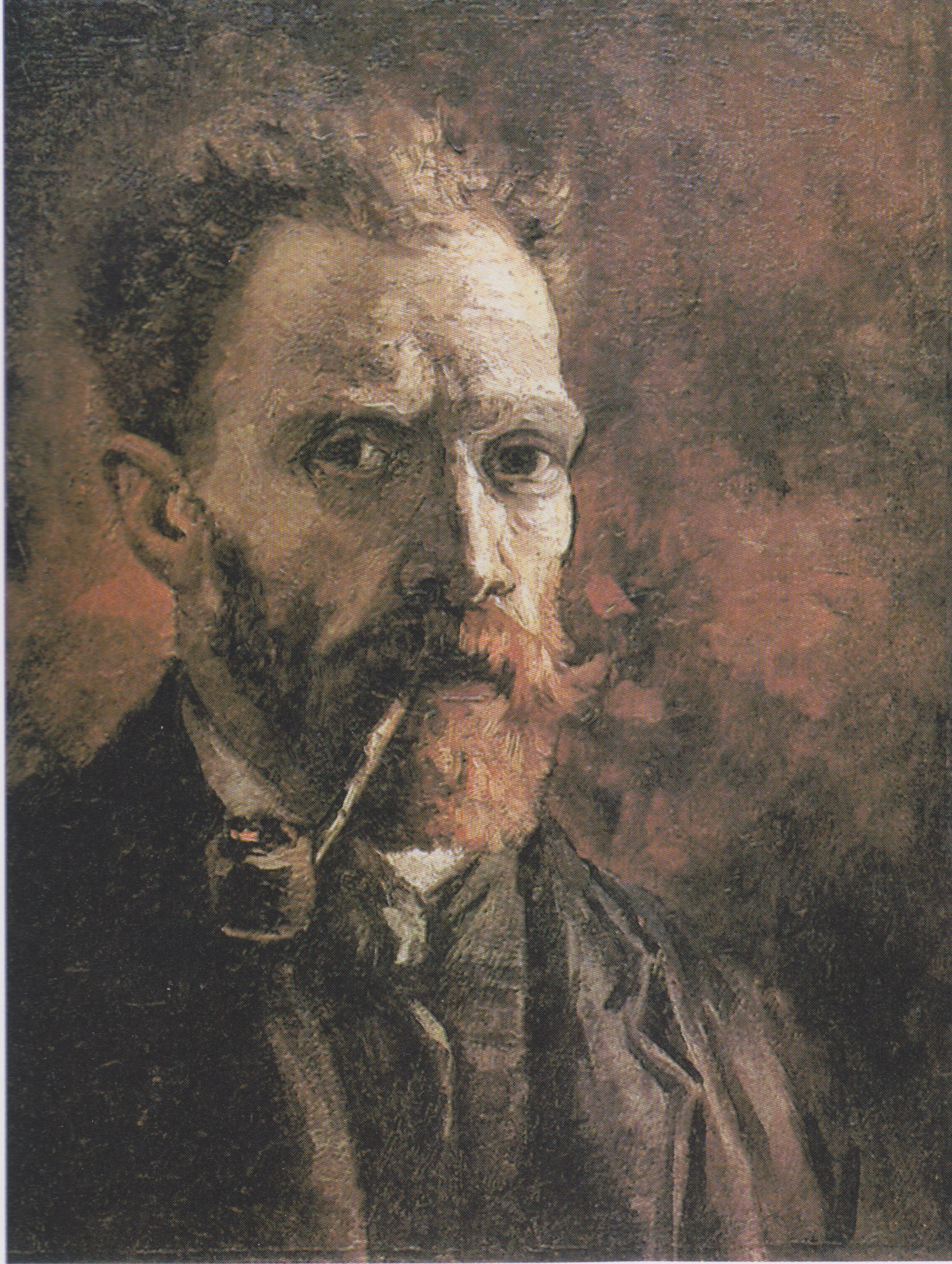
Vincent van Gogh 1886-ban festette meg pipázó önarcképét

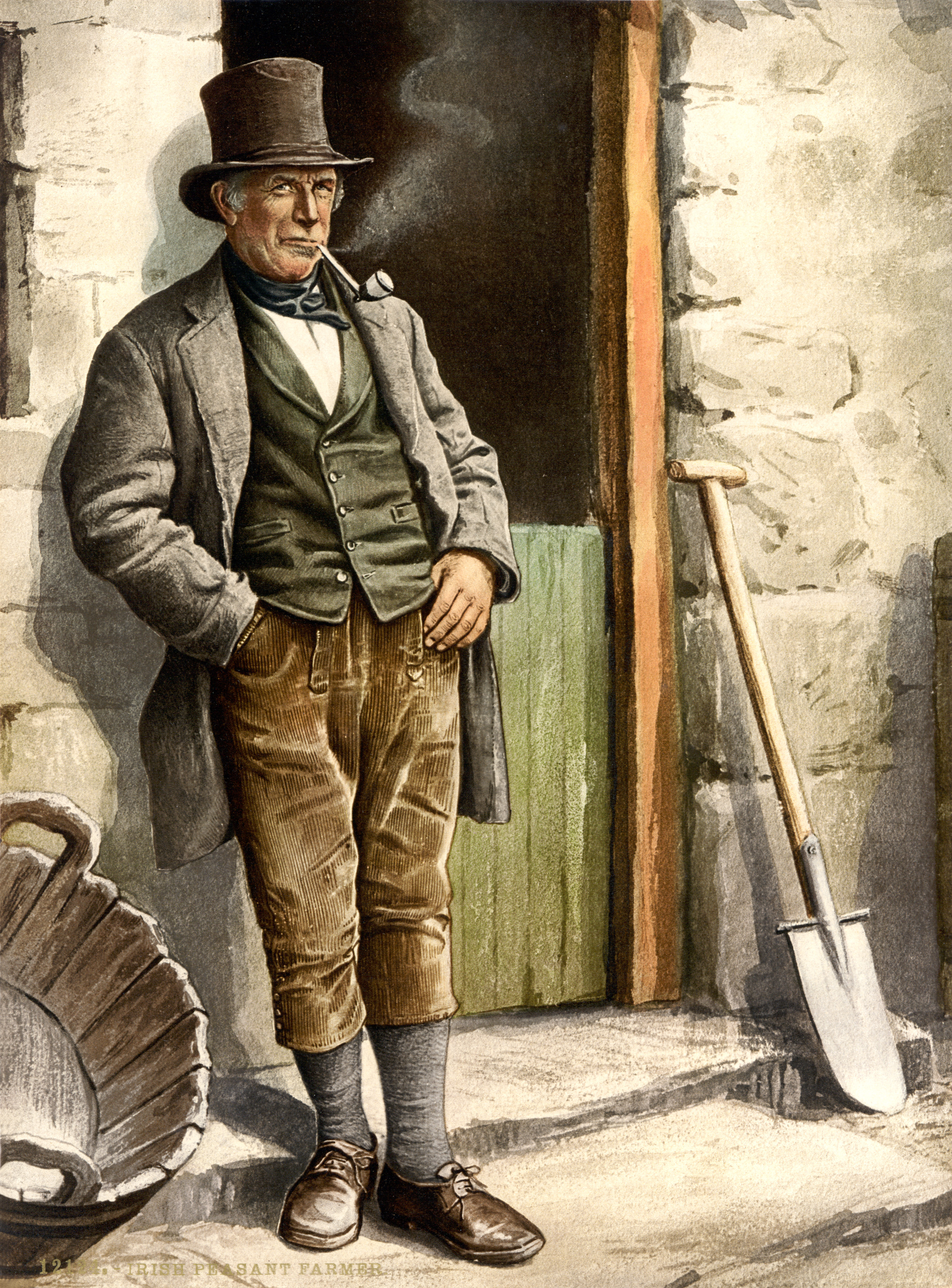
Pipázó ír parasztgazda (1890)

A pipázáshoz több felszerelésre és technikára van szükség mint a cigarettázáshoz vagy a szivarozáshoz. Magán a pipán, valamint a gyufán vagy öngyújtón kívül, a pipásnak általában szüksége van egy tömőfára, egy pipaszurkálóra, a pipa kiürítéséhez valamilyen eszközre és pipatisztító szálra.

### Pipadohány
A pipadohány többféle formában vásárolható meg, melyek mind más-más aromájúak, és különböznek a dohány fizikai formáját tekintve is. A legtöbb dohány hasonlít a cigarettadohányra, de annál lényegesen nedvesebb – ezért mindenképpen légmentes csomagolásban kell tartani – és sokkal durvábbra vágott. Túl finomra vágott dohány esetén nem áramlik elegendő levegő a pipán keresztül, míg a túlságosan száraz dohány gyorsan, kevés aromát kieresztve ég el.

### Tömés
A tömés leggyakoribb módja, ha a pipás a pipafejbe több kisebb adagban teszi be a dohányt, a rétegeket mindig lenyomkodja, míg a dohány egyenletes sűrűséget el nem ér, így optimalizálva a légáramlást. Ezt akár egy ujj és a hüvelykujj használatával is meg lehet tenni, de ha a dohányt égés közben újra kell tömni, a pipás általában egy erre a célra szolgáló eszközt, a tömőt használja. Ha meg kell lazítani a dohányt, akkor pipaszurkálót vagy más hasonló hosszú pecket alkalmaznak.

### Meggyújtás
Az általános vélekedés szerint a pipa meggyújtásához leginkább a gyufa, vagy egy külön meggyújtott faszilánk előnyösebb, mint az öngyújtó. A külön a pipák meggyújtására gyártott bután öngyújtó lehetővé teszi, hogy a lángot a pipafej felé irányítsuk. A könnyűbenzines hagyományos öngyújtók sokak szerint vegyszeres ízt kölcsönöznek a füstnek.
A gyufa meggyújtása után meg kell várni, míg a foszfor leég róla és teljes lesz a láng. Ezután a tüzet a dohány fölött körkörös mozdulatokkal kell mozgatni, miközben a pipázó személy hosszabb-rövidebb szívásokkal meggyújtja a dohányt.

### A kiégés elkerülése
Óvatos használattal egy bruyer pipa nagyon hosszú ideig tarthat, anélkül, hogy kiégne. Azonban az agresszív (forró) dohányzás, a fa hibái vagy egyszerűen csak a balszerencse miatt lyuk éghet a pipakamrába. Több olyan módszer is létezik, mely segít megelőzni a fapipa kiégését. Ezek során általában előre bevonják a kamrát szénnel, vagy óvatosan szívják az új pipát, hogy felépüljön a falakon a szénbetét (lerakódás, lásd alább).
Az egyik módszer a fapipa kiégésének megakadályozására, amikor az ember méz vagy porcukor és víz keverékét a kamra belsejébe keni, majd hagyja, hogy az megszáradjon. Ismételt felhordás után a keverék tűzálló réteget alkot. Vannak, akik azt állítják, hogy ez a módszer nem hatásos, míg mások szerint ez kellemes ízt ad a pipának. Néhány pipakészítő tejföl, iró és aktív szén természetes keverékét használja. A tejfölt és az irót tejállagúra keverik, majd hozzáadják az aktív szenet, ami révén sötétszürke paszta jön létre. Valamilyen pipatisztító eszköz segítségével egyenletesen bekenik a belső falat és hagyják megszáradni a pasztát. Egy másik módszer szerint finom szivarhamuval kell bevonni a pipa belsejét, majd egy éjszakán keresztül hagyni kell száradni.
A korszerű bruyer pipákat már eleve előkezelik, így azokat nem kell beavatni, és helyes technikájú pipázás esetén a kívánatos lerakódás (hamu, el nem égett dohány, olajok, cukrok és egyéb maradványanyagok keveréke) magától is rendesen felépül. Egy másik módszer szerint az első időkben felváltva kell fél pipányi és teljes pipányi dohányt szívni, így a pipában egyenletes lerakódás épül fel. Gyakran a Burley dohány használatát javasolják a lerakódás kialakításához.

### Pipázás
A pipa füstjét a szivarfüsthöz hasonlóan, általában nem kell leszívni tüdőre, csupán a szájba szívják be, majd szájon vagy orron kiengedik, így érződnek igazán a dohány aromái. Normálisnak tekinthető, hogy a pipát időnként újra meg kell gyújtani. Ha rosszul tömték meg, túl nedves a dohány, a keletkező sok hamut nem szedik ki az égéstérből vagy túl nagy időközök maradnak két szippantás közt, akkor akár több utángyújtás szükséges. Ha túl gyorsan szívják, felesleges nedvesség keletkezik, mely a pipában gurgulázó hangot, a nyelven pedig kényelmetlen érzést eredményez és a pipa feje is túlforrósodhat, így kényelmetlen tartani.
Pipatisztítóval ki lehet szárítani a kamrát, valamint alkohollal megnedvesítve a belső csatornát is. A szívott anyagtól és a dohányzás sebességétől függően a pipakamra kellemetlenül forróvá is válhat. Éppen azért a pipákat, különösen a cseréppipákat, gyakran a szárnál fogva tartják. A tajtékpipákat az anyag egyenetlen elszíneződésének megelőzése érdekében négyzet alakú zergebőrrel, kesztyűn keresztül vagy pedig a szárnál fogva tartják.

### Tisztítás
A hamut és az el nem égett dohány maradékát ki kell tisztítani a pipából egy erre a célra szolgáló szerszám segítségével. A pipatisztítót át kell mozgatni a pipaszáron és a szopókán, eltávolítva a nedvességet, hamut és az esetlegesen visszamaradt anyagokat, mielőtt a pipa megszáradna. A szár leszedése előtt a pipát hagyni kell kihűlni, különben megsérül a pipa.
Idővel a pipa belsejében lévő szénkéreg meghízik. Ez egy bizonyos fokig előnyös, mert megakadályozza a túlmelegedést. Azonban ha túl vastagra hízik, és gyorsabban tágul, mint a pipafej, akkor megrepeszti a pipát. Ennek elkerülésére érdekében időnként pipamaróval le kell kaparni a felesleget. Általában azt javasolják, hogy a szénkéreg vastagsága ne haladja meg az 1,5 mm vastagságot, bár néha az egész réteget eltávolítják, hogy megszabaduljanak a nem kívánt ízektől és aromáktól. A szénréteg mellőzendő a tajtékpipából, mert könnyen megrepeszti a fejet vagy gátolja az anyag természetes porozitását.

### Édesítés
A dohány égetése során olajok párolognak és csapódnak le a pipafej falán található szénrétegen. Az idők során ez az olaj oxidálódik és megavasodik, így a pipának savanyú vagy keserű lesz az íze. A pipaédesítő kezelésnek nevezett hatékony módszer során a pipakamrát sóval töltik meg, majd óvatosan erős szesszel megnedvesítik. Kerülendő a jódozott só használata, mert a jód és az egyéb adalékanyagok kellemetlen mellékízt eredményeznek. Vannak, akik szerint a pipa rendszeres alkohollal való kitörlése megakadályozza a megkeseredést. A kereskedelemben kaphatóak pipaédesítő termékek is.

## Története
A pipát már az ősidőktől fogva használják. Hérodotosz leírása szerint a szkíták már i. e. 500-ban égő levelek füstjét szívták. A rómaiak és a görögök átvették keleti szomszédaiktól a pipát, majd később a germán, kelta és északi törzsek is használták.
Mivel a dohány csak a 16. században került az Óvilágba, az Amerikán kívüli világban a pipát általában hasis szívására használták, ami az azt előállító Közel-keleten, közép-Ázsián és Indián kívül ritka és rendkívül drága anyagnak számított.
Az indián őslakosok jóval az európaiak megérkezése előtt pipáikban szívták a dohányt. A dohány a 16. században került Európába, majd az egész világon gyorsan elterjedt.

## A pipa szavunk más jelentései
1. Könnyűbúvár légzőcsöve. 2. Patkoláskor a ló orrára szorított fék. 3. Cucli. A gyermek által szopogatott eszköz. 4. Valamilyen jegyzék elintézett tételét jelölő ék alakú jel. 5. A farkatlan kétéltűek rendjébe tartozó béka. 6. Régi portugál és spanyol űrmérték. 7. Indulatos életérzés
8. Inhalációs eszköz, pl. sópipa 9. Labdajátékoknál (például a kézilabda, labdarúgás) az átellenes sarokra helyezett labda (például bal szélről a jobb sarokra „a pipába” lőtt gól).

## Fajtái

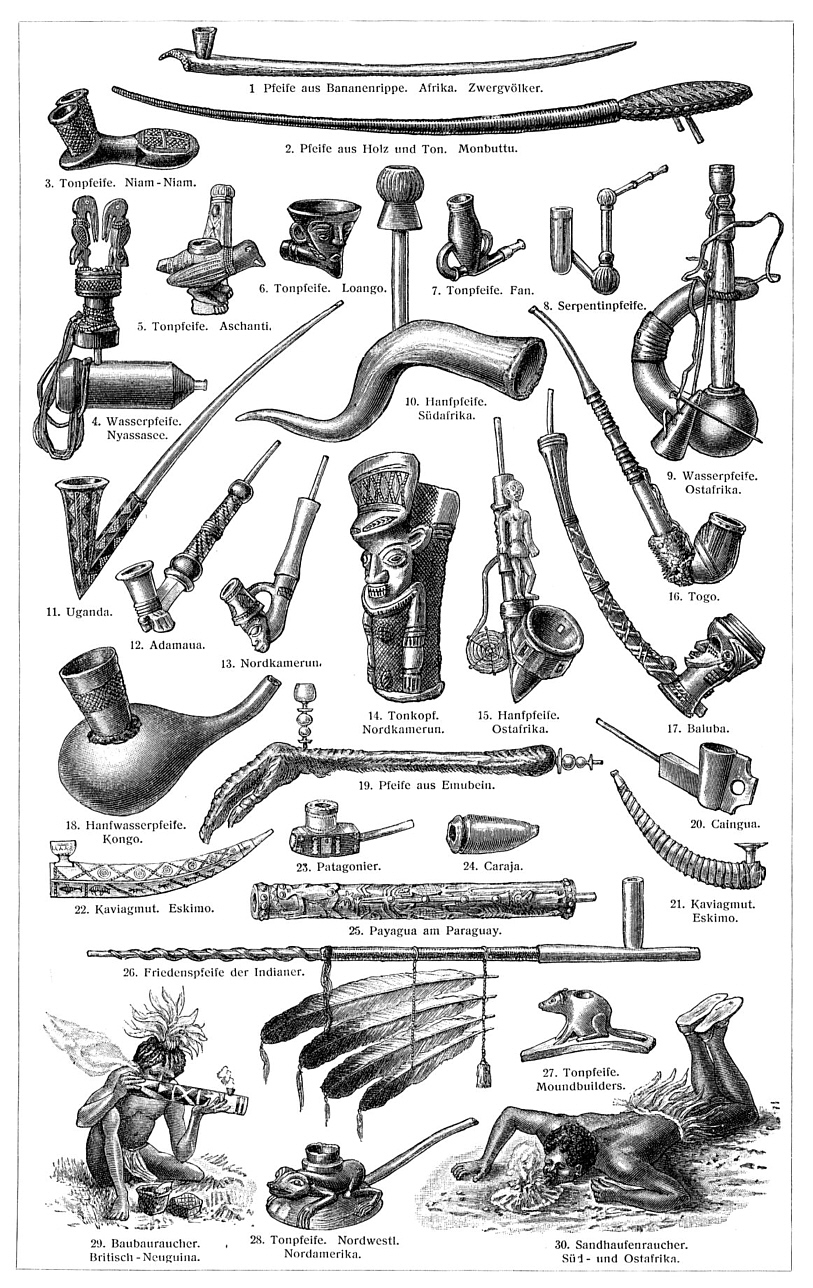
Különböző pipafajták

Ezt a dohányzásra használt eszközt leginkább fából, agyagból, tajtkőből, porcelánból gyártják. Szárát meggyfából vagy egyéb fából, a szopókáját különböző hőálló anyagokból, szaruból, csontból vagy borostyánkőből készítik. A pipa használatát az amerikai indiánoktól vették át, akik a pipát hosszú tollakkal díszített nádcsőt hívták.
Grenville, aki Virginiát 1885-ben fedezte fel, már látott agyagból készült pipákat is. A mostanság használt pipákat (szopókával és bagólégyűjtővel) egy osztrák orvos, Vicarius Ferenc készítette először 1689-ben. A pipa fajtái még: a csibuk, a nargile és a makrapipa. Magyarországra a pipa már a 16. században eljutott, mert a török pasák már pipát ajándékoztak a főurainknak, akik azonban a ritkaságok közé helyezték, és nem használták. Még Bethlen Gábor sem 1614-ben.
A durvább agyagpipákat közönséges fazekasagyagból fémmintákban sajtolják. Esetleg még mázolják is.

## Típusai
- vörös török pipa: vas-oxidos agyagból készítik, és az égetés után rendszerint viasszal összegyúrt vasoxiddal bedörzsölik, hogy minél szebb vörös színe és fénye legyen.
- fekete pipa: a fekete pipát vörös agyagból készítik és szalmatűzben gőzölik.
- selmeczi pipa: keménysége és tartóssága miatt a legkedveltebb, melyet vörösagyagból s kövér tűzálló agyagból, fémmintákban sajtolnak és tokban égetnek. A fekete selmeci pipát szalmatűz felett gőzölik, a pettyeset hamupéppel befecskendezik, és csak ezután gőzölik meg. A péppel fedett részek az eredeti szint megtartják.
- kölni vagy hollandi pipa, amit a szárral együtt sajtolnak, fehér, tűzálló agyagból készítik, és agyagtokban égetik ki.
- csibuk[7]
- nargilé (perzsa eredetű török szó)

Amerikában a Corncob-pipa a legnépszerűbb, amely Tibbe Henrik (a pipakirály) gyárából kerül ki, és kukoricacső az anyaga.

## A pipa részei
1 – a pipa feje
2 –kazán
3 – füstjárat
4 – a pipa nyaka
5 – csapillesztés
6 – csap
7 – szár
8 – szopóka
9 – a pipa ajka (bit)
10 – füstnyílás

Pipa részei

megjegyzés: a szár és a szopóka, a hosszúszárú pipák idejében két külön rész volt. A pipaszárat fából készítették, a szopókát csontból, illetve drágább változatban borostyánból (ld fentebb is). A mai pipák jellemzően ebonit, vagy akril szára már egyben van a szopókával, így akár a szár, akár a szopóka megnevezés helyes az alkatrészre.

## Érdekességek
- Pipamúzeum (Ibafa) Múzeumi kiállítóhely. 1968-ban nyílt meg a helyi művelődési házban. Állandó kiállítása a pipakészítés.[8]